# Przemytnik (film)
Przemytnik (ang. The Mule) – amerykański film fabularny z 2018 roku w reżyserii Clinta Eastwooda, wyprodukowany przez wytwórnię Warner Bros. Pictures.
Premiera filmu odbyła się 14 grudnia 2018 w Stanach Zjednoczonych. Trzy miesiące później, 15 marca 2019, obraz trafił do kin na terenie Polski.

## Fabuła
Earl Stone (Clint Eastwood) to blisko 90-letni samotny mężczyzna, który nie ma grosza przy duszy. Bank grozi mu zajęciem zadłużonego biznesu. Właśnie wtedy otrzymuje ofertę pracy, która wymaga od niego jedynie jazdy samochodem. W ten prosty sposób Earl staje się kurierem narkotykowym na usługach meksykańskiego kartelu, z czego zupełnie nie zdaje sobie sprawy. Radzi sobie świetnie, dostaje pomocnika, który uważnie śledzi jego poczynania. Nowy przemytnik znajduje się na celowniku agenta DEA Colina Batesa (Bradley Cooper). Earl nie ma już problemów finansowych, ale niespodziewanie musi sobie poradzić z prywatnymi sprawami z przeszłości.

## Obsada
- Clint Eastwood jako Earl Stone
- Bradley Cooper jako Colin Bates
- Laurence Fishburne jako agent specjalny DEA
- Michael Peña jako Trevino
- Dianne Wiest jako Mary
- Andy García jako Laton
- Alison Eastwood jako Iris
- Taissa Farmiga jako Ginny
- Ignacio Serricchio jako Julio
- Loren Dean jako agent DEA Brown

## Odbiór

### Zysk
Film Przemytnik zarobił 103,8 milionów dolarów w Stanach Zjednoczonych i Kanadzie oraz 53,1 miliona dolarów w pozostałych państwach; łącznie 156,9 milionów dolarów w stosunku do budżetu produkcyjnego 58,9 milionów dolarów.

### Krytyka
Film Przemytnik spotkał się z mieszaną reakcją krytyków. W serwisie Rotten Tomatoes 70% ze stu siedemdziesięciu dwóch recenzji filmu jest pozytywne (średnia ocen wyniosła 6,1 na 10). Na portalu Metacritic średnia ocen z 37 recenzji wyniosła 58 punktów na 100.